# Ferndale (Washington)
Ferndale is een plaats (city) in de Amerikaanse staat Washington, en valt bestuurlijk gezien onder Whatcom County.

## Demografie
Bij de volkstelling in 2000 werd het aantal inwoners vastgesteld op 8758.
In 2006 is het aantal inwoners door het United States Census Bureau geschat op 10.333, een stijging van 1575 (18,0%).

## Geografie
Volgens het United States Census Bureau beslaat de plaats een oppervlakte van
16,2 km², waarvan 16,1 km² land en 0,1 km² water. Ferndale ligt op ongeveer 20 m boven zeeniveau.

## Plaatsen in de nabije omgeving
De onderstaande figuur toont nabijgelegen plaatsen in een straal van 16 km rond Ferndale.